# Rusca Montană
Rusca Montană (en hongrois : Ruszkabánya) est une commune du județ de Caraș-Severin en Roumanie.